# دين راندولف
دين راندولف (بالإنجليزية: Dane Randolph)‏ هو لاعب كرة قدم أمريكية ولاعب كرة القدم الكندية أمريكي، ولد في 4 سبتمبر 1986.

## وصلات خارجية
- دين راندولف على موقع JustSportsStats.com (الإنجليزية)